# The Political Cesspool
The Political Cesspool (que se traduciría como "El Sumidero Político") es una charla radiofónica ultraderechista semanal fundada por el activista político James Edwards y que forma parte de la Red Radiofónica Noticias Libertarias y la Red Radiofónica Acento en los Estados Unidos. Primera emisión realizada en octubre de 2004, emitiendo dos veces por semana desde la estación radiofónica WMQM, por Edwards. También se emite simultáneamente en Stormfront Radio, un servicio del sitio web nacionalista blanco Stormfront, y desde 2011 se retrasmite los sábados por la noche en WLRM, estación radiofónica de blues y soul sureño en Millington, Tennessee. Sus patrocinadores incluyen el secesionista blanco Consejo de Ciudadanos Conservadores y el Institute for Historical Review, un grupo de negacionista del Holocausto. Según su declaración de principios, el programa se posiciona en defensa de la "mayoría desposeída" y representa "una filosofía pro blancos". Ha recibido diversas críticas—incluyendo de La Nación, La República Nueva, el Instituto Stephen Roth, el Centro Legal sobre la Pobreza Sureña, y la Liga Antidifamación, por su promoción de las posturas del nacionalismo blanco, el antisemismo y el supremacismo blanco. Según el SPLC, el programa ha presentado un "Quién es Quién de la derecha radical", incluyendo miembros del Ku Klux Klan;  se afirma que Edwards probablemente ha hecho más que nadie en América por la promoción de los neonazis, los negacionistas del Holocausto y otros extremistas.
Forman parte del programa Edwards y su coanfitriones Keith Alexander, Bill Rolen, Winston Smith, y Eddie Miller, así como el productor artístico Frith. Se cuenta como antiguo personal a Geoff Melton, Jess Vínculos y el cofundador Austin Farley. Entre sus invitados figuran el autor Jerome Corsi, Jim Gilchrist (que fue el líder del proyecto Minuteman), el antiguo candidato a la presidencia de Partido de la Constitución Michael Peroutka, el actor Sonny Landham, el dirigente del Partido Nacional británico Nick Griffin, Vermont y el secesionista Thomas Naylor, y el activista paleoconservador Pat Buchanan. Se difunde por al menos tres estaciones radiofónicas terrestres en los Estados Unidos y por la señal satelital de Galaxia 19.

## Contexto

### James Edwards
Edwards es un activista político ultraderechista  de Memphis, Tennessee. Le describen como articulado, encantador y cómodo delante del público, así como en los estudios televisivos y radiofónicos. Se educó en Briarcrest Escuela cristiana, un colegio privado en Memphis, y en noveno grado fue trasferido a una programa de educación en casa de enfoque cristiano-nacionalista, una decisión que según él le dirigió al activismo político. En 2000 fue voluntario para la campaña presidencial de Pat Buchanan, y en 2002 compitió sin éxito para la Cámara de Representantes de Tennessee. Fue durante esta campaña que conoció a su amigo activista Austin Farley, que era su rival en la papeleta. En octubre de aquel año, él y Farley establecieron El Sumidero Político.
En 2007, Edwards formaba parte  de un panel que apareció en el programa de CNN Paula Zahn Now, junto con Roland S. Martin y Jesse Lee Peterson. El tema era para hablar de la segregación racial en ciudades americanas. Le dijo a Zahn que los niños blancos tendrían que buscar a quienes comparten «los mismos valores,  tradiciones y héroes» y  que «la integración forzada« era una «marcha hacia totalitarismo». También dijo: «El delito y la violencia siguen a los africano-americanos allá donde van, y si  crees que esto es racista, entonces dedica algún tiempo a los barrios conflictivos del sur de Memphis». Martin describió que sus comentarios estaban fuera de lugar en la televisión nacional. Edwards hizo una segunda aparición en Paula Zahn Now en 2009, en la que dijo: "Los blancos están en la lucha de sus vidas. América está balcanizándose. Nos están robando el futuro en la misma nación que nuestros antepasados tallaron de la naturaleza salvaje"
En 2010, se implica con un nuevo partido, el Partido Estadounidense de la Libertad, que defiende el nacionalismo blanco y una forma del nacionalismo económico conocido como la Tercera Posición. En 2010 se autopublicó un libro, Racismo, División: Cómo los liberales utilizan la palabra "R" para empujar la agenda de Obama, distribuido por CreateSpace, una imprenta de autoedición.

### Personal e historia del programa
Otros trabajadores en El Sumidero Político incluyen a Bill Rolen, Eddie "El Bombardero" Miller, Keith Alexander y Winston Smith. Según el sitio web del programa, la mayoría del personal dice descender de soldados confederados. El programa se trasmitía inicialmente en la 1600 AM WMQM, una estación radiofónica de Memphis los martes y jueves. Edwards y Farley invitaron como invitados a sus amigos Bill Rolen, un miembro de la mesa del Consejo de Ciudadanos Conservadores, y Jess Bonds, así como al técnico radiofónico Art Frith. Frith Anteriormente había trabajado para varias estaciones radiofónicas que incluyen Radio de Fuerzas americanas y Servicio Televisivo (AFRTS) (en Keflavik, Islandia; Anchorage, Alaska; y Nea Makri, Grecia), KFQD (en Anchorage), y WBCK (en Battle Creek, Míchigan).
En 2005 el grupo se trasladó a la estación hermana WMQM con base en Millington, 1380AM WLRM, y se cambió a un horario nocturno de lunes a viernes. Farley dejó el programa en noviembre de aquel año. Dos años más tarde, Geoff Melton, un anteriores coanfitriones se unieron para ayudar a crear el sitio web del programa y el espectáculo se sindicó con la Red Radiofónica Dixie. El programa tuvo un parón el 15 de febrero del 2008, porque miembros del personal necesitaban un descanso, pero regresaron a las ondas en junio del mismo año desde WLRM los sábados por la noche. Un año más tarde,  cambió a la Liberty News Radio Network.  En agosto del 2009, Bonds y Melton dejaron de estar relacionados con el programa. Frith vive actualmente en Nashville, Míchigan, pero todavía queda una parte del personal del programa. Dado que WLRM no es  auditada por Arbitron, los índices de audiencia son desconocidos. El programa está financiado por los oyentes y, según Edwards, recibe más donaciones de Florida que de cualquier otro estado.

## Invitados
El Político Cesspool tiene muchos invitados todos los años, incluyendo activistas políticos, Negacionistas del Holocausto, economistas, y músicos. A aparecido en el programa el excandidato a gobernador de Tennessee candidato Carl "Twofeathers" Whitaker, quién se reclama parcialmente como de ascendencia nativo americana y es conocido su fuerte apoyo al movimiento Minuteman movimiento, así como el activista conservador nativo americano David Yeagley. También han participado productores de cine como Merlin Miller (Un Sitio para Crecer, Jericho), que era en 2012 el candidato presidencial de la Tercera Posición americana (ahora conocida como el Partido Americano de la Libertad), y Craig Bodeker (Una Conversación sobre Raza).
El escritor Jerome Corsi fue entrevistado en julio de 2008. Durante la discusión sobre su newsletter financiero promovió su libro La Nación de Obama, que incluye varias declaraciones que han sido ampliamente descritas como racistas; por ejemplo, él opina que el antiguo presidente de EE. UU. Barack Obama se identifica más con su "sangre africana" que con sus raíces americanas y que el presidente "rechaza a todos los blancos, incluyendo su madre y sus abuelos". Corsi planificó otra aparición promocional en El Sumidero Político, pero un mes más tarde canceló esta aparición, diciendo "cambiaron mis planes de viaje". Edwards dijo que cree que el incidente "justo va a mostrar la increíble presión que soportan todas las personalidades públicas para no hablar nunca en defensa de los intereses de la población blanca" Escritores amigos como John Derbyshire y Steve Sailer también han sido invitados. En julio de 2011, la columnista en el WorldNetDaily Ilana Mercer apareció en el programa.
El candidato del Partido de la constitución Michael Peroutka utilizó su aparición en 2004 para promover su campaña presidencial. El miembro de partido Michael Goza describió el espectáculo como "cristiano/Constitutionalista", y "una gran bendición para nuestra causa". Thomas Naylor, de la organización secesionista de Vermont Segunda República de Vermont, apareció en el espectáculo para celebrar La Historia Confederada del Mes en abril de 2007, mientras Presidente de Partido de Libertad americano Bill Johnson apareció para promover su partido.
El 8 de mayo de 2006, el líder del proyecto "Minuteman" Jim Gilchrist habló en el programa. Co-Bill anfitrión Rolen estuvo de acuerdo con los puntos de vista de Gilchrist acerca de que las intenciones de los inmigrantes ilegales son "sólo ocuparse el espacio y saquear cualquier beneficio social que nuestros programas les proporcionen". Sin embargo, Rolen no estaba de acuerdo con la afirmación de Gilchrist de que la inmigración ilegal era "elcomercio de esclavos del siglo XXI". El colega de Gilchrist en el movimiento "Minuteman" Chris Simcox, también ha sido un invitado del espectáculo.
Paul Babeu, el sheriff del condado de Pinal, Arizona, apareció en The Political Cesspool el 10 de julio de 2010 para hablar de la inmigración ilegal; durante la entrevista, se refirió a James Edwards como un "gran americano". Menos de dos semanas después, el portavoz de Babeu emitió una disculpa, diciendo que no había investigado el programa con suficiente profundidad antes de programar la entrevista y que Babeu tiene la política de no realizar entrevistas con grupos de odio. El mismo Babeu dijo que fue "engañado" para aparecer en el programa y que rechaza "cualquier odio o intolerancia". Antes de la entrevista, el copresentador Eddie Miller dijo que "De todas las personas que hemos entrevistado en este programa de radio, diría que la única que estuvo cerca de entusiasmarme tanto fue el Dr. David Duke". Tras la disculpa del portavoz de Babeu, Edwards alegó que Babeu conocía la verdadera ideología del programa antes de aparecer en él, diciendo: "Que el sheriff Babeu cambie de opinión y se arrepienta de venir a nuestro programa, por la razón que sea, es su derecho. Es mentira que actúe como si no supiera nada de nuestra ideología". Como resultado de la controversia que rodeó la aparición de Babeu en el programa, el candidato al Senado de Arizona, J.D. Hayworth, pidió a su oponente en las primarias, John McCain, que retirara varios anuncios de campaña en los que aparecían McCain y Babeu. En 2011, otro sheriff, Dennis Spruell del condado de Moctezuma, Colorado, también se disculpó después de aparecer en el programa sin conocer su verdadera agenda.
Paul Babeu, el sheriff de Pinal Condado, Arizona, aparecido en El Político Cesspool el 10 de julio de 2010 para hablar inmigración ilegal; durante la entrevista,  refiera a James Edwards como "americano grande". Menos de dos semanas más tarde, Babeu  el portavoz emitió una disculpa, diciendo que no haya investigado el espectáculo exhaustivamente bastante antes de planificar la entrevista y que Babeu tiene una política de no conduciendo entrevistas con grupos de odio. Babeu dijo que  sea "hoodwinked" a aparecer en el espectáculo y que  rehúsa "cualquier odio o bigotry". Con anterioridad a la entrevista, cohost Eddie Miller dijo que "De todas las personas  hemos entrevistado en este espectáculo radiofónico,  diría las personas únicas que arrimó a conseguirme esto entusiasmó era Duque de David del Dr.." Siguiente Babeu  la disculpa del portavoz, Edwards alegó que Babeu era consciente de la ideología cierta del espectáculo con anterioridad a aparecer en el espectáculo, refrán: "Para Sheriff Babeu para cambiar su mente y ahora lamenta venir en nuestro espectáculo, para cualquier razón, es su correcto. Para él para actuar como si no tenga ninguna idea de nuestra ideología es una mentira ." A raíz de la controversia que rodea Babeu  aspecto en el espectáculo, candidato de Senado de EE.UU. de Arizona J. D. Hayworth Preguntó su adversario primario, John McCain, para caer varios anuncios de campaña que presentan McCain y Babeu. En 2011, otro sheriff, Dennis Spruell de Montezuma Condado, Colorado, también disculpado después de aparecer en el espectáculo sin saber su orden del día real.
Hasta el año 2001 el activista paleoconservador y excandidato presidencial Pat Buchanan ha aparecido dos veces. En una entrevista en junio de 2008 iniciada y organizada por su publicista, promocionó su libro "Churchill, Hitler y la guerra innecesaria". Durante la emisión, Buchanan defendió a Charles Lindbergh de las acusaciones de antisemitismo, afirmando que su reputación "se ha visto ennegrecida por un solo discurso que dio y un par de párrafos en los que dijo que... la comunidad judía está tocando los tambores de la guerra pero, francamente, nadie ha dicho que lo que dijo fuera manifiestamente falso". Al final de la entrevista, James Edwards dijo: "Sr. Buchanan, muchas gracias por volver a nuestro programa, por luchar por nuestro pueblo". Anteriormente, en septiembre de 2006, Buchanan había hecho una aparición para promover su libro Estado de emergencia; durante esta entrevista, dijo que "estamos siendo invadidos por personas de diferentes culturas" y argumentó que los estadounidenses "no pueden sobrevivir a una cultura dividida o a una cultura fuertemente hispanizada, inclinada hacia México ... Creo que ese es el principio del fin de los Estados Unidos".
El autoproclamado "realista racial" Jared Taylor, a quien James Edwards considera un amigo cercano, ha aparecido al menos en diez ocasiones. Aunque se describe a sí mismo como "America First", el programa también ha recibido invitados extranjeros, entre ellos el nacionalista blanco croata Tomislav Sunić, el nacionalista blanco australiano Drew Fraser, el economista ruso de la Escuela Austríaca Yuri N. Maltsev, el abogado británico Adrian Davies, el supremacista blanco canadiense Paul Fromm, la bloguera conservadora canadiense Kathy Shaidle y los dirigentes del Partido Nacional británico(BNP) Simon Darby y Nick Griffin; Griffin apareció como invitado antes y después de su elección al Eurocámara. Durante su aparición postelectoral, Griffin atribuyó los éxitos electorales del BNP al temor a un "furtivo proceso de Islamificacion".
El padre del actor Mel Gibson, Hutton Gibson, también ha aparecido en el espectáculo. Durante su aparición,  se refirió al Papa Benedicto XVI como "homosexual" y afirmó que "la mitad de las personas del Vaticano son queer."

## Crítica y Controversia
El programa ha sido frecuentemente criticado por grupos e individuos antirracistas (como el Southern Poverty Law Center (SPLC), la Liga Antidifamación(ADL), el Instituto Stephen Roth y el periodista Max Blumenthal) por su ideología declarada. El sumidero político fue añadido a la lista de vigilancia de grupos de odio del Southern Poverty Law Center en 2006. James Edwards estaba "extasiado", diciendo "No creo que hayas llegado al movimiento conservador hasta que hayas llegado a la lista de vigilancia de odio del Southern Poverty Law Center". Edwards describe al SPLC como un grupo compuesto por "comunistas y estafadores de los derechos civiles".  El Hatewatch del SPLC se ha referido a The Political Cesspool como "un programa de radio abiertamente racista y antisemita presentado por [un] autoploclamado nacionalista blanco" y como "el nexo del odio en América". La Liga Antidifamación también ha criticado el programa; Edwards ha atacado a la Liga Antidifamación como "el grupo de odio más poderoso de América" y ha afirmado que su definición de "neo-nazi [es] cualquier persona blanca que no esté de acuerdo con un judío".
El escritor John Avlon, antiguo redactor de discursos de Rudy Giuliani, ha descrito a The Political Cesspool como un "supremacista blanco declarado". Max Blumenthal, que informó sobre un intento de uno de los empleados del programa de hacer publicidad en una manifestación en favor de la candidata republicana a la vicepresidencia Sarah Palin, describió que The Political Cesspool tenía una "ideología racista" y destacó los comentarios antisemitas, racistas y homofóbicos que Edwards había hecho en su blog.  El Instituto Stephen Roth también ha hecho comentarios sobre el programa, señalando que "james Edwards hizo abiertamente suyos muchos de los puntos de vista de sus invitados y durante los discursos pronunciados ante audiencias extremistas, incluidos los miembros del Consejo de Ciudadanos Conservadores de la supremacía blanca y la racista Liga del Sur, se ganó el apoyo de una amplia gama de extremistas". En un artículo sobre el antisemitismo en Bélgica, el Instituto comentó la entrevista del programa con Filip Dewinter, miembro del Parlamento belga y líder del movimiento extremista Vlaams Belang.
Newsweek utilizó una de las declaraciones de Winston Smith para argumentar que el aumento de la popularidad del nacionalismo blanco y la supremacía se debe a la combinación de la recesión de finales de la década de 2000 y la elección de un presidente negro. Muchos de esos grupos han tratado de conseguir nuevos reclutas y aumentar su influencia política rebautizándose como defensores de la "herencia blanca" y haciendo menos hincapié en su aversión a las minorías y los judíos. Smith afirma que "el énfasis es diferente ahora. No hablamos tanto de lo que los negros nos han hecho; estamos más centrados en nosotros mismos y en nuestra propia cultura".

### Manifestación del "City Park"
En 2005, el personal de The Political Cesspool organizó un mitin en la zona de Tennessee conocida como el Parque Confederado, que, junto con otros dos parques temáticos de la Confederación en el centro de Memphis, ha sido objeto de una larga controversia por honrar a los soldados e ideales de la Confederación. El parque había sido criticado anteriormente por un funcionario negro del condado de Shelby, lo que atrajo la atención del activista neoyorquino Al Sharpton, que fue invitado por el reverendo LaSimba Gray a realizar una manifestación en Memphis. Sharpton planeó una marcha llamada "Rally for Dignity" desde el centro de Memphis a otro parque en honor al Teniente General Confederado Nathan Bedford Forrest, quien estuvo involucrado desde el principio en la organización del Ku Klux Klan.  Sharpton canceló la marcha después de que Edwards y el personal de The Political Cesspool obtuvieron un permiso para manifestarse en el Parque Confederado, situado a lo largo de la ruta de marcha planeada por Sharpton.
Sharpton se conformó con una protesta en Forrest Park. En la manifestación, argumentó que "tenemos que mostrar al resto del mundo que el día de honrar a personas como esta ha terminado", y dijo en una entrevista que sus objeciones no estaban relacionadas con la raza sino con las acciones de la época de la Guerra Civil de Forrest (1861-1865) contra los Estados Unidos. Las estimaciones de asistencia a las manifestaciones varían; según el Southern Poverty Law Center, James Edwards atrajo a unos 200 contramanifestantes blancos a la vigilia del Parque Confederado, mientras que la protesta de Sharpton en el Parque Forrest atrajo a unas pocas docenas de manifestantes negros, a los que Edwards se refirió como "chusma". El Memphis Flyer estimó que Sharpton atrajo a unos 250 partidarios. Tras la controversia sobre el "city park", los afiliados del programa Edwards, Farley, Bonds y Rolen recibieron el "Premio Dixie Defender" de los Hijos de Veteranos Confederados.
Más tarde ese año, el concejal de la ciudad de Memphis E. C. Jones otorgó a Edwards y Farley un certificado "en agradecimiento por sus destacadas contribuciones a la comunidad". Edwards y Farley también recibieron la membresía honoraria del consejo de la ciudad de Jones, que había aparecido previamente en The Political Cesspool. Según The Commercial Appeal, Jones no había escuchado el programa antes del incidente y no conocía su ideología. Después de que un reportero le informó de la agenda del programa, Jones inicialmente se negó a disculparse. Sin embargo, después de que otro reportero lo confrontó con más detalles sobre la ideología del programa, cambió su punto de vista, diciendo que probablemente no volvería a aparecer. Carol Chumney, otro miembro del Consejo Municipal de Memphis, también fue invitada a aparecer en The Political Cesspool, pero finalmente declinó la invitación después de escuchar un episodio del programa; Chumney dijo, "lo que escuché fue sobre la defensa de la prostitución ... Así que les dije que tenía otros compromisos".

### La entrevista de "Le journal du Dimanche"
En una entrevista con el diario francés LeJournal du Dimanche, el coanfitrión Eddie "Bombardier" Miller describió las Naciones Unidas como "Satan en la Tierra".

### Entrevista a Donald Trump Jr.
En 2016, Edwards fue coanfitrión de un Supermartes en el que retransmitió una entrevista a Donald Trump Jr. el hijo de candidato a la presidencia del partido Republicano Donald Trump. Edwards alabó a Trump padre y animó sus seguidores a votar por él.[1]

## Estaciones radiofónicas que transmiten el programa
Cuando de 2011, El Sumidero Político salió a las ondas en WLRM en Memphis, Tennessee, KHQN en "Spanish Fork", Utah; y en la Red Radiofónica Accent, en Florida. La Red Radiofónica Accent y KHQN transmitieron una versión resumida de dos horas de programa, en contraste a la versión de "Liberty News Radio Network" (WLRM).
ARN y la"Liberty News Radio Network" retransmiten en canales separados en la Galaxia 19 de satélites de comunicaciones.